# Avenida Rodrigues Alves
A Avenida Rodrigues Alves é uma avenida que margeia o bairro do Santo Cristo, situado na Zona Central da cidade do Rio de Janeiro. Atualmente com cerca de 1,6 km de extensão, a via margeia uma sequência de armazéns do Cais da Gamboa, que começa na altura da Rodoviária Novo Rio e termina em um dos acessos ao Túnel Prefeito Marcello Alencar.
A avenida foi construída em virtude das obras de construção do Cais da Gamboa, tendo sido projetada para atender ao movimento de veículos de carga que entravam e saíam do cais. Atualmente, sua principal função é escoar o tráfego proveniente da Avenida Brasil e da Ponte Rio–Niterói até o Túnel Prefeito Marcello Alencar e vice-versa.
O logradouro recebeu o nome Avenida Rodrigues Alves por homenagear Francisco de Paula Rodrigues Alves, que foi um advogado paulista. Rodrigues Alves foi Presidente do Brasil entre 1902 e 1906 e governou o estado de São Paulo em três momentos.

## História

### Inauguração
A avenida foi inaugurada em 1910 junto com o Cais da Gamboa, durante a gestão do Presidente Nilo Peçanha. Margeando os armazéns do cais, a avenida tinha a função original de atender ao tráfego de veículos de carga que serviam o Porto do Rio de Janeiro.

### Elevado da Perimetral

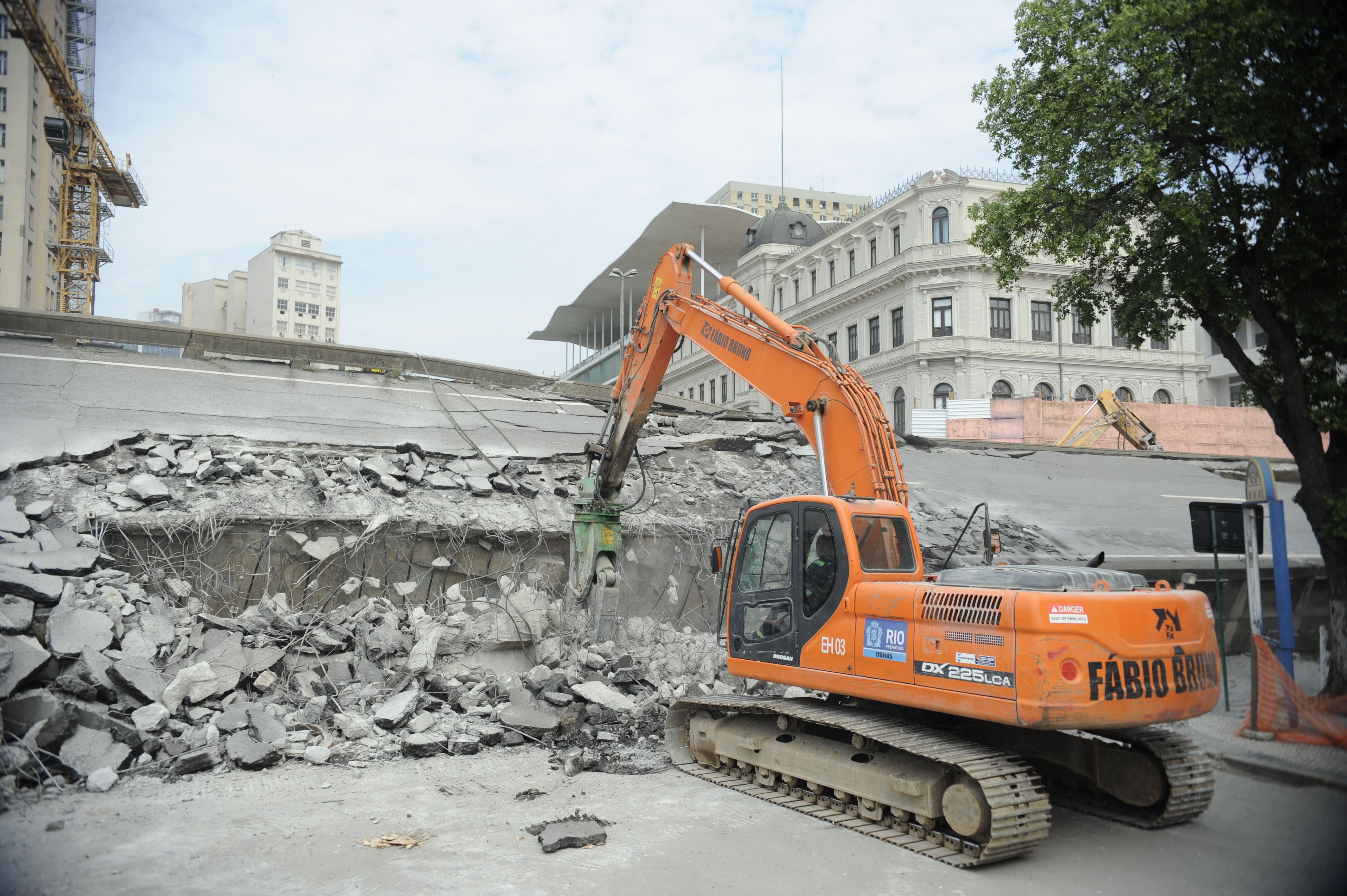
Trecho do Elevado da Perimetral sendo demolido sobre a avenida, em 2014.

Em junho de 1978, o presidente Ernesto Geisel inaugurou o trecho final do Elevado da Perimetral, uma via que ligava as imediações do Aeroporto Santos Dumont e a área da Praça XV ao Caju e, dali, às saídas da cidade do Rio de Janeiro em direção a São Paulo, à Região Serrana e ao Norte Fluminense. O trecho inaugurado situava-se sobre a avenida, contribuindo para a decadência urbana das redondezas.
Pouco tempo após assumir o cargo de prefeito do Rio de Janeiro, Eduardo Paes planejara, em 2010, demolir parte do Elevado da Perimetral, substituindo-o por um mergulhão, como parte das obras do Porto Maravilha. Todavia, no dia 24 de novembro de 2011, o prefeito anunciou que o elevado seria demolido em sua totalidade e não apenas um trecho. Também foi anunciado a construção de um túnel que iria substituir a Perimetral em conjunto com a Avenida Rodrigues Alves.
No dia 2 de novembro de 2013, o trecho do Elevado da Perimetral que passava sobre a avenida foi definitivamente fechado para o início de sua demolição. Em 24 de novembro de 2013, um trecho de 1.050 metros do elevado foi implodido, com a utilização de 1.200 kg de explosivos e de 215.340 m² de uma tela de proteção. A fim de absorver o impacto da queda da estrutura, a prefeitura colocou 2.500 "colchões" de pneus e areia sobre avenida. O restante do trecho sobre a avenida foi demolido em 2014, porém sem a utilização de explosivos. Nos trechos fechados da avenida, foram feitas obras de saneamento e de drenagem, além de implantação de redes de água, gás natural, energia, telecomunicações e iluminação pública.

### Orla Conde

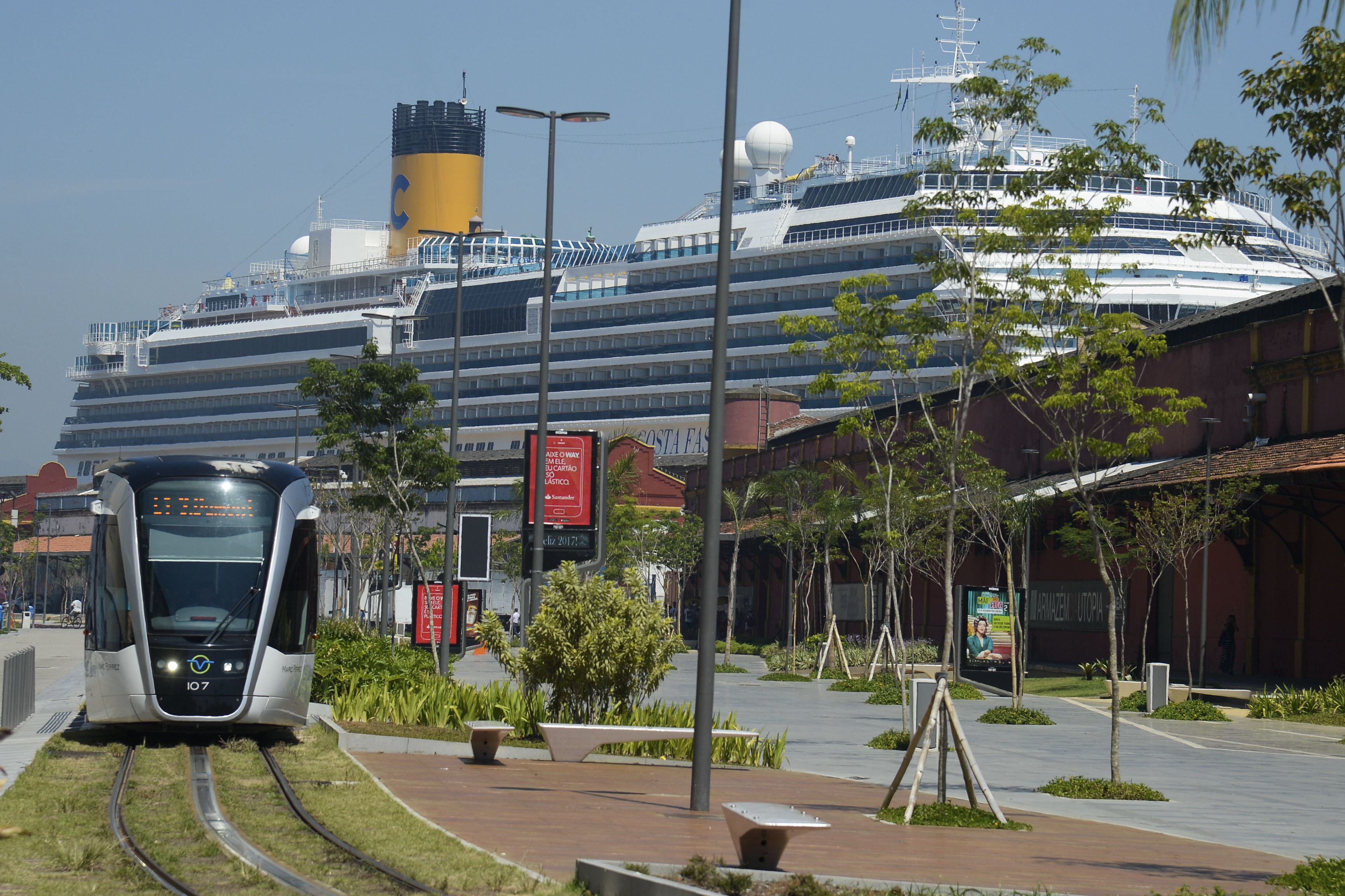
Trecho da avenida incorporado à Orla Conde, na altura do Armazém da Utopia.

No dia 7 de maio de 2016, um antigo trecho da avenida, entre os armazéns 1 e 6 do Cais da Gamboa, foi incorporado à Orla Conde. O espaço, que possui 1,0 km de extensão e 57 mil m², tornou-se um parque arborizado, passando a ser um local para convivência, esporte, lazer e cultura pela população e por turistas. Em parte do passeio, há uma via de passagem por onde circulam as composições do VLT Carioca.
Dois meses depois, um outro antigo trecho antes pertencente à avenida, com 21.861 m² de área e 416 metros de extensão, passou a fazer parte da Orla Conde. A Praça Muhammad Ali, situada entre os armazéns 6 de 8 do Cais da Gamboa, foi inaugurada no dia 17 de julho de 2016 em solenidade que contou com a presença do então prefeito Eduardo Paes.

### Reabertura
A avenida foi sendo reaberta para tráfego no ano de 2016 conforme as galerias do Túnel Prefeito Marcello Alencar, denominadas Mar e Continente, eram abertas. A pista da avenida no sentido Zona Sul foi inaugurada em 17 de junho de 2016, enquanto que a pista no sentido Caju foi aberta no dia 21 de julho de 2016. Sua extensão, que era originalmente de 3,1 km, passou a ser de 1,6 km.

## Características
A avenida estende-se por cerca de 1,6 km, entre a Rua Rivadávia Corrêa e a Avenida Francisco Bicalho. É caracterizada como uma via expressa, visto que não há semáforos ao longo de sua extensão. A Avenida Rodrigues Alves tem por função escoar o tráfego proveniente da Avenida Brasil e da Ponte Rio–Niterói até o Túnel Prefeito Marcello Alencar e vice-versa, sendo fundamental para a ligação da Zona Sul do Rio de Janeiro com a Zona Norte da cidade e com outros municípios do estado do Rio de Janeiro.
A avenida possui três faixas no sentido Zona Sul e outras três no sentido Caju destinadas ao tráfego de veículos. Outras duas faixas foram planejadas originalmente para o tráfego de ônibus articulados da TransBrasil, um sistema de Bus Rapid Transit (BRT) em operação desde 2024, mas são utilizadas atualmente no escoamento do tráfego proveniente da Avenida Brasil para a Via Binário do Porto.

## Pontos de interesse
Os seguintes pontos de interesse situam-se na Avenida Rodrigues Alves:
- Cais da Gamboa
- Edifício AQWA Corporate
- Residencial Baía (em construção)
- Rodoviária Novo Rio